# Franck Perera
Pour les articles homonymes, voir Perera.
Franck Perera, né le 21 mars 1984 à Montpellier (Hérault), est un pilote automobile français. Après avoir participé aux premières manches du championnat IndyCar Series 2008, il participe au championnat Indy Lights, antichambre de l'Indy Racing League.
En 2010, il court en Superleague Formula.

## Biographie
Champion du Monde de karting en Formule A en 1999 et vice-champion du monde Super A en 2000, Franck Perera est très tôt repéré par le constructeur japonais Toyota qui décide de lui faire signer (ainsi qu'à l'Australien Ryan Briscoe) un contrat à long terme en vue de le préparer à la Formule 1.
Grâce au soutien financier de Toyota qui le place dans l'écurie Prema Powerteam, Perera commence sa carrière en sport automobile en 2002, dans le championnat d'Italie de Formule Renault. Après une saison d'apprentissage (8e du classement général), il est facilement titré en 2003. En 2004, il accède au relevé championnat de Formule 3 Euro Series, toujours au sein du Prema Powerteam. En grande partie en raison d'un matériel inférieur à la concurrence (il est équipé d'un moteur Opel alors que les pilotes utilisateurs d'un bloc Mercedes accumulent les succès), il y obtient des résultats décevants : 8e du championnat 2004, et 4e en 2005, sans la moindre victoire. En parallèle, il fait ses premiers pas en Formule 1 à l'occasion de séances d'essais privées auxquelles le convie le Toyota F1 Team.
En 2006, toujours soutenu par Toyota, il accède au championnat de GP2 Series, dans l'écurie française DAMS. Avec seulement 8 points inscrits et une 17e place finale au championnat, sa saison est un échec et lui vaut d'être lâché en fin de saison par Toyota.
En 2007, il fait rebondir sa carrière en rejoignant en Amérique du Nord les rangs du championnat Champ Car Atlantic, l'antichambre du Champ Car au sein de l'équipe Condor Motorsport. Avec trois victoires au compteur (à Mont-Tremblant, à Toronto et à Elkhart Lake), il s'affirme comme le meilleur débutant du championnat, qu'il termine en deuxième position derrière le Brésilien Raphael Matos.

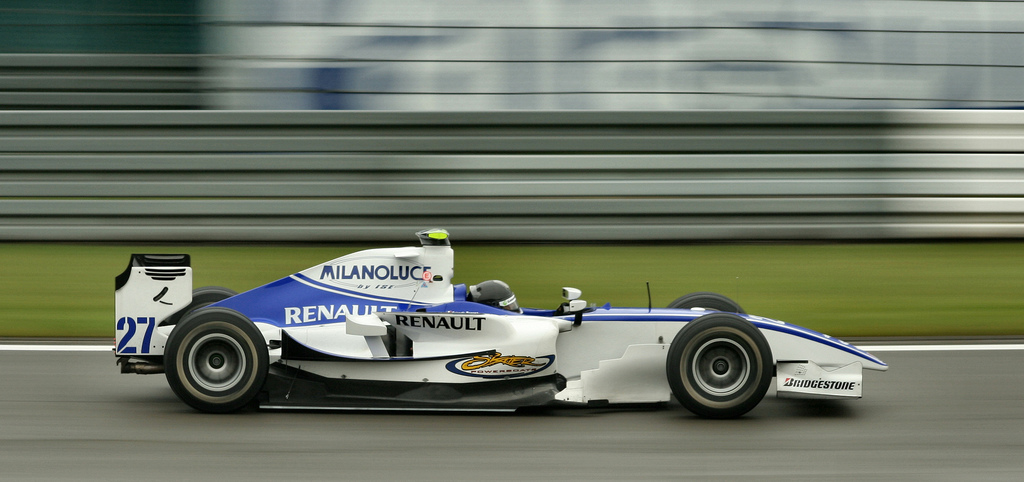
Franck Perera en 2009 en GP2 au Nurburgring.

En 2008, il est recruté par l'écurie Conquest Racing dirigée par le Belge Eric Bachelart au sein de laquelle il doit faire ses débuts en Champ Car, mais à la suite de la disparition du championnat, c'est finalement en IndyCar Series qu'il accède au plus haut niveau des courses de monoplaces nord-américaines. Malgré des performances prometteuses lors de ses trois premières apparitions dans le championnat (notamment à Long Beach disputé selon la réglementation du Champ Car et qu'il termine à la 6e place) faute de soutiens budgétaires, il perd son volant au profit de Jaime Camara avant la manche du Kansas. Il rebondit quelques semaines plus tard en rejoignant le Guthrie Racing en Indy Lights, la formule de promotion de l'IRL, dont il remporte l'antépénultième de la saison sur le circuit routier de Sonoma. Séduit par ses performances, A. J. Foyt fait appel à lui pour disputer la dernière manche de la saison d'IndyCar sur l'ovale de Chicago, qu'il termine à la 15e place.
En 2012, il fait ses débuts à Ledenon lors du GT Tour dans le championnat GT avec la Porsche du team Pro-GT by Almeras. Il a actuellement deux victoires à son actif avec Laurent Pasquali sur une Porsche 911 GT3-R.

## Résultats en GP2 Series
| Saison | Écurie | Courses disputées | Pole positions | Victoires | Points inscrits | Classement |
| 2006   | DAMS   | 21                | 0              | 0         | 8               | 17e        |